# Philippe Rizzo
Pour les articles homonymes, voir Rizzo.
Philippe Rizzo (né le 9 février 1981 à Sydney), est un gymnaste australien.

## Biographie
En 2001, il devient le premier Australien à remporter une médaille lors des Championnats du monde de gymnastique.

## Palmarès

### Championnats du monde
- Gand 2001
  -  médaille d'argent à la barre fixe

- Anaheim 2003
  - 4e à la barre fixe

- Aarhus 2006
  -  médaille d'or à la barre fixe

### Jeux du Commonwealth
- Manchester 2002
  -  médaille d'or au cheval d'arçons
  -  médaille d'or aux barres parallèles
  -  médaille d'or à la barre fixe
  -  médaille d'argent au concours général individuel
  -  médaille de bronze au concours par équipes
  -  médaille de bronze au sol

- Melbourne 2006
  -  médaille d'argent au concours par équipes
  -  médaille d'argent aux barres parallèles
  -  médaille de bronze au concours général individuel